# إدمون ليشو
إدمون ليشو لاعب كرة قدم سويسري راحل كان يجيد اللعب في خط الدفاع.
لعب طوال مسيرته الرياضية في أندية أورانيا جينيف (1930-1932) سيرفيت (1932-1935).
مثل منتخب سويسرا في 5 مباريات (1930-1934). شارك مع منتخب سويسرا في بطولة كأس العالم 1934 في إيطاليا حيث خرج من الدور الربع النهائي.

## وصلات خارجية
- إدمون ليشو على موقع قاعدة بيانات كرة القدم.إي يو (الإنجليزية)
- إدمون ليشو على موقع ناشيونال فوتبول تيمز (الإنجليزية)
- إدمون ليشو على موقع Soccerway.com (الإنجليزية)
- إدمون ليشو على موقع عالم كرة القدم.نت (الإنجليزية)

- هذا سيرة ذاتية